# Hendrik Hoogeveen
Hendrik Hoogeveen, född 1712 i Leiden, död 1791 i Delft, var en nederländsk filolog.
Hoogeveen tjänstgjorde såsom lärare och skolrektor på åtskilliga ställen, slutligen från 1764 i Delft. Hans mest framstående lärda arbete är Doctrina particularum græcarum (1769). För övrigt var han, såsom då för tiden alla mera betydande nederländska filologer, även latinsk poet.